# 745 a.C.
Séculos: (Século XIX a.C. - Século VIII a.C. - Século VII a.C.)

## Eventos
- Provável início da XXIII dinastia do Egito

Tito Tácio